# Dorfkirche Stanau

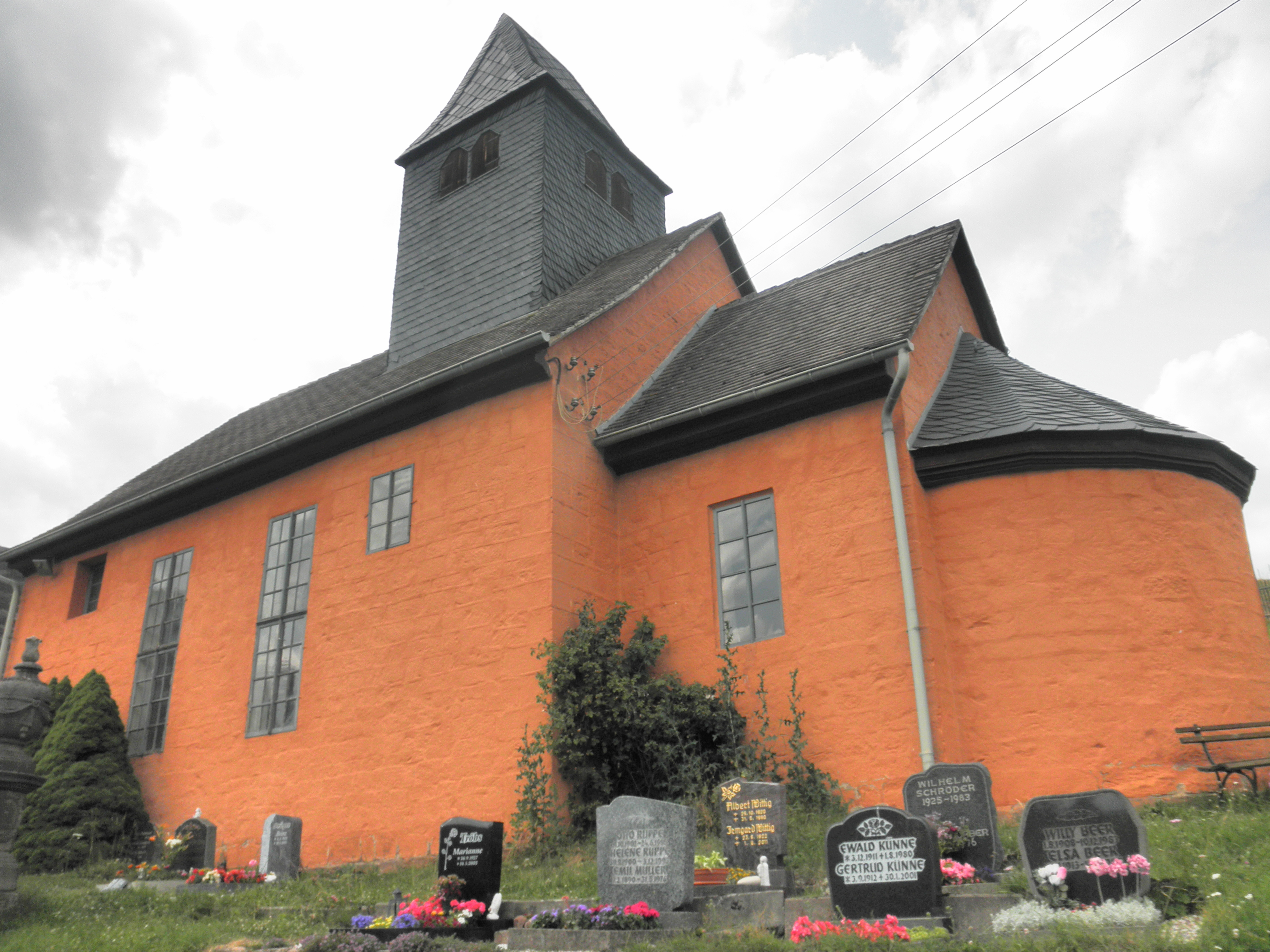
Die Kirche

Die Dorfkirche Stanau in Stanau, einem Ortsteil der Stadt Neustadt an der Orla im Saale-Orla-Kreis in Thüringen stammt aus dem 12. Jahrhundert. Sie gehört zum Pfarrbereich Trockenborn im Kirchenkreis Eisenberg der Evangelischen Kirche in Mitteldeutschland.

## Jüngere Vergangenheit
Ende 1980 wurde das Gotteshaus dank Gemeinde- und weiterer Spenden restauriert und so vor dem Zerfall gerettet.

## Friederici-Orgel
Die romanische Kirche ist seit 1866 mit einer barocken Orgel von 1746 aus der Werkstatt des Silbermann-Schülers Christian Ernst Friederici aus Gera ausgestattet. Die Kirchgemeinde erwarb diese Orgel günstig von der Nachbarkirchgemeinde aus der Kirche Ottendorf, den Einbau 1866 verantwortete Daniel Adolf Poppe. Das Instrument mit einem Manual, Pedal und zehn Registern wurde 1975 von Friedrich Löbling instand gesetzt und 1993–1994 von Hartmut Schüßler restauriert.

## Kirchenverwaltungsstruktur
Seit 2002 bilden die Orte Trockenborn und Stanau zusammen mit Breitenhain und Strößwitz eine gemeinsame Kirchgemeinde.